# Талгаєв Ваїт Абдул-Хамідович
Ваїт Абдул-Хамітович Талгаєв (чеч. Ваит Абдул-Хамидович Талгаев; каз. Воит Абдул-Хамидидұлы Талғаев; нар. 11 травня 1953, Джамбул) — колишній радянський футболіст, який виступав на позиції захисника, та казахський футбольний тренер чеченського походження. Вважається одним із науспішніших тренерів Казахстану. До травня 2018 року очолював казахський клуб «Тараз». Почесний громадянин Чеченської Республіки.

## Клубна кар'єра
Ваїт Талгаєв народився у Джамбулі у сім'ї чеченців, депортованих до Казахстану під час радянсько-німецької війни. Розпочав грати у футбол у дворовій команді, разом із відомим у майбутньому гравцем «Кайрата» Сеїльдою Байшаковим, який і запропонував Талгаєву займатися футболом у ДЮСШ. Батьки тривалий час були проти занять футболом, адже він вважався для чеченців не чоловічим спортом, тому Ваїт у футбольній секції сказав своєму першому тренеру Володимиру Миколайовичу Татаренку, що він сирота. Незважаючи на спротив батьків, Талгаєв успішно займався в ДЮСШ, і його запрошували до збірної школярів Казахстану та юнацької збірної республіки. Після успішних виступів за збірні Казахстану Ваїта Талгаєва запросили продовжувати вдосконалювати свою футбольну майстерність до республіканського спортінтернату. Батьки Талгаєва були проти переїзду сина до Алма-Ати, проте тренери зуміли їх переконати, що син виросте справжнім майстром футболу. Після закінчення спортінтернату Ваїт Талгаєв за настійливим проханням батьків став студентом Джамбульського технологічного інституту за спеціальністю технолога шкіряної і хутрової промисловості, та грав за інститутську футбольну команду. Одного разу інститутська команда грала товариський матч із місцевою командою другої ліги СРСР «Алатау». Гра Талгаєва дуже сподобалась головному тренеру команди майстрів Леоніду Остроушко, що він відразу запросив Ваїта до команди майстрів, та відразу ж пообіцяв заробітну плату у двісті карбованців. Оскільки в сім'ї Талгаєва не вистачало грошей, то він відразу ж погодився на пропозицію тренера. Ваїт Талгаєв швидко став одним із лідерів захисту джамбульської команди, та незабаром отримав запрошення до дублюючого складу найсильнішої команди Казахстану — алмаатинського «Кайрата». Проте невдовзі футболіст захворів туберкульозним плевритом, та вимушений був на тривалий час перервати виступи на футбольних полях, і повернувся до виступів за джамбульський клуб. який змінив назву на «Хімік». Після повернення у великий футбол він повторно отримав запрошення від «Кайрата», і дебютував за основний склад команди в 1976 році. У цьому році разом із командою став переможцем першої ліги, та наступного року дебютував у вищій лізі. Протягом кількох років Талгаєв був одним із основних гравців захисту «Кайрата», проте на початку 1980 року він не знайшов порозуміння із новим головним тренером команди Ігорем Волчком, і вирішив покинути клуб, ставши гравцем команди другої союзної ліги «Терек» із Грозного, виконавши бажання свох батьків, які хотіли повернутися на історичну батьківщину. За рік Талгаєв повернувся до «Кайрата», проте грав у ньому нетривалий час, і знову став гравцем джамбульського «Хіміка», де й завершив кар'єру гравця.

## Тренерська кар'єра
Ваїт Талгаєв розпочав тренерську кар'єру в своєму рідному клубі «Хімік» відразу ж після закінчення кар'єри футболіста, спочатку був одним із тренерів клубу, а в 1990 році очолив його тренерський штаб. Талгаєв тренував джамбульський клуб до 1992 року, коли він був перейменований у «Фосфор», і розпочав виступи у чемпіонаті незалежного Казахстану. У 1993 році Ваїт Талгаєв, після приїзду до батьків у Чечню, отримав запрошення очолити грозненський клуб «Ерзу», яким опікувався сам Джохар Дудаєв, і який сам неодноразово відвідував матчі клубу. У команді вдалось підібрати досить сильний склад, у ній грали легіонери з Азербайджану і Туркменістану, і за рік команда вийшла з другого російського дивізіону до першої ліги, в якій також виступав досить успішно, зайнявши четверте місце в зоні першої ліги. Проте після початку війни в Чечні Талгаєву довелось покинути територію Чечні, й він навіть не встиг вивести звідти всі свої речі.
Після виїзду з охопленого війною Грозного Талгаєв повернувся до рідного клубу, який на той час отримав назву «Тараз» за древньою назвою міста, й очолив його. У команді змілась низка ключових гравців, частину з яких новий тренер знайшов у першості міста. Клуб у першому ж сезоні під керівництвом свого колишнього вихованця виграв срібні медалі першості Казахстану, наступного року «Тараз» став чемпіоном Казахстану, а в 1997 році знову завоював срібні медалі. Талгаєва після тимчасового затишшя в чеченській війні неодноразово запрошували на батьківщину для організації першості Чечні, і він навіть приїхав туди під час перерви у першості Казахстану, організував команду для проведення виставкових матчів у різних населених пунктах республіки, проте нове загострення ситуації змусило його й цього разу покинути Чечню.
З початку 1998 року Ваїт Талгаєв очолив павлодарський «Іртиш», з яким пропрацював до червня, а з липня очолив кзил-ординський «Кайсар-Харрікейн», у якому він протягом півроку суміщав також посаду президента клубу. Від серпня 1999 року до кінця року Талгаєв очолював шимкентський клуб «Синтез».
З початку 2000 року Ваїт Талгаєв очолив національну збірну Казахстану, під керівництвом якого збірна зіграла 9 матчів. Після завершення роботи зі збірною Талгаєв очолив клуб «Атирау» з однойменного міста, з яким двічі вигравав срібні медалі першості Казахстану.
На початку 2003 року Ваїт Талгаєв пропозицію очолити клуб із батьківщини своїх предків — «Терек», і вирішив прийняти цю пропозицію. Разом із ним у Чечню приїхали працювати Володимир Нікітенко і Юрій Коньков. На час початку роботи Талгаєва у «Тереку» команда лише вийшла до першої російської ліги. На другий рік роботи «Терек» у напруженій боротьбі спочатку виграв Кубок Росії, здолавши у фіналі команду вищої ліги «Крилья Совєтов», а далі достроково переміг у турнірі першої ліги, здобувши путівку до вищого російського дивізіону. За це досягнення Ваїту Талгаєву присвоїли звання почесного громадянина Чеченської Республіки. та вручили російський орден «За заслуги перед Вітчизною», незважаючи на відсутність у нього російського громадянства. Проте у вищій російській лізі справи в команди пішли гірше, і «Терек» вилетів у першу лігу, після чого головний тренер сам пішов у відставку. Проте наступного року він повертається до керівництва командою, з якою йому вдається у сезоні 2007 року здобути друге місце в турнірі першої ліги, що давало право на повернення до вищого дивізіону, проте по закінченню першості Талгаєв знову покидає грозненський клуб за власним бажанням. Причиною цього сам тренер називає незгоду із трансферною політикою частини керівників «Терека». Пізніше Талгаєв поскаржився й на велику корупцію в російському футболі, пов'язану із трансферами гравців.
Після відставки з поста головного тренера «Терека» Ваїт Талгаєв на рік зробив паузу в тренерській діяльності, а пізніше прийняв запрошення казахського клубу «Жетису», в якому одночасно був і головним тренером, і генеральним директором. Проте клуб невдало виступив у першості, та не увійшов до шістки кращих команд Казахстану, що стало причиною відставки тренера з його поста. У грудні 2010 року Талгаєв знову став головним тренером «Тараза», проте вже у квітні 2011 року через незадовільні на його думку виступи команди він покинув «Тараз».
У 2012 році Ваїт Талгаєв у черговий раз отримав запрошення від грозненського «Терека» увійти до тренерського штабу команди. Цього разу він став головним тренером дублюючого складу команди й одним із асистентів головного тренера. Проте вже в кінці жовтня наступного року головний тренер команди Юрій Красножан пішов у відставку, і протягом кількох днів, до призначення нового головного тренера Рашида Рахімова, виконував обов'язки головного тренера команди, після чого повернувся до роботи із молодіжною командою клубу.
4 січня 2017 року Ваїт Талгаєв у черговий раз очолив свій рідний клуб «Тараз», який за підсумками виступів у Прем'єр-лізі 2016 року мав покинути вищий дивізіон, і лише через неотримання ліцензії на виступ у Прем'єр-лізі команди «Алтай» команда залишилась у вищому дивізіоні. Проте за підсумками чемпіонату 2017 року «Тараз» після зняття через дисциплінарні санкції 6 очок опинився на передостанньому місці в чемпіонаті, що призвело до втрати місця у вищому дивизіоні Казахстану. Команда також погано стартувала в першій лізі, й у травні Талгаєв подав у відставку. У 2020 році Талгаєв входив до тренерського штабу клубу «Тараз».

## Особисте життя
Ваїт Талгаєв одружений, та має сина і дочку.

## Досягнення

### Як гравець
- Переможець першої ліги СРСР — 1976

### Як тренер
- Чемпіонат Казахстану
  -  Чемпіон (1): 1996
  -  Срібний призер (4): 1995, 1997, 2001, 2002

- Кубок Казахстану
  -  Володар (1): 1998

- Кубок Росії
  -  Володар (1): 2004
- Переможець першого дивізіону першості Росії — 2004.